# Médio Chari
Médio Chari (em árabe: شاري الأوسط; Shārī al-Awsaṭ; em francês: Moyen-Chari) é uma das 23 províncias do Chade, sendo Sarh a sua capital. 

## Demografia
O recenseamento do Chade de 2009 indicou uma população de 721 166 habitantes para Médio Chari. Os principais grupos etnolinguísticos são comunidades árabes – como os bagaras (que geralmente são falantes do árabe chadiano), bagirmis, boors, buas –, povos gula – como os gula iros e zan gulas -, grupos kabas (que falam idiomas como kaba deme, kaba náà e kulfa), laals, lutos, ndams, niellims, sara, tumaks e tunias.